# Scott Goodyear
Scott Goodyear (Toronto, 20 december 1959) is een Canadees voormalig autocoureur. 

## Carrière
Goodyear reed tussen 1987 en 1996 in het Champ Car kampioenschap, vijf seizoenen reed hij de volledige kalender. Hij won in 1992 en 1994 op het circuit van Michigan. Vanaf 1990 nam hij elf jaar op rij deel aan de wedstrijd op Indianapolis maar won de wedstrijd nooit. Hij was er drie keer erg dicht bij. In 1992 strandde hij op 0.043 seconden van race winnaar Al Unser Jr., het kleinste verschil in de geschiedenis van de race tot nog toe. In de race van 1995 reed hij 42 ronden aan de leiding, maar misrekende zich bij het uitkomen van de pitstraat en ging de pace car voorbij waarvoor hij een zwarte vlag kreeg en straftijd moest gaan uitzitten in de pitstraat. Hij weigerde en in ronde 195 stopten de officials met zijn tijden op te nemen waardoor hij op veertiende plaats eindigde in de race. Zijn landgenoot Jacques Villeneuve won de race dat jaar. In de race van 1997 werd hij tweede nadat Arie Luyendyk hem voorbij was gegaan in ronde 194. Net voor het einde van de race was er een gele vlag situatie waarbij er niet ingehaald mocht worden. In de laatste ronde werd er een groene vlag getoond en mocht hij proberen om Luyendyk alsnog te passeren, maar omdat de lichten aan de zijkant van het circuit op geel bleven staan dacht hij dat de race onder een gele vlag situatie uitgereden zou worden en nam hij geen poging meer om de race alsnog te proberen winnen.
In 1996 maakt hij de overstap naar de IndyCar Series, hij wint in 1999 twee races en in 2000 de race in Texas en wordt dat jaar tweede in de eindstand van het kampioenschap, zijn beste resultaat ooit. De race in Indianapolis van 2001 wordt zijn laatste race. In ronde 6 crasht Sarah Fisher en komt in aanraking met de wagen van Goodyear waardoor beide wagens ernstig beschadigd raken. Goodyear loopt ernstige verwondingen op en beslist na deze race om zijn actieve autosportcarrière stop te zetten.

## Resultaten
Champ Car resultaten (aantal gereden races, aantal maal in de top 5 van een race, eindpositie kampioenschap en punten)
| Jaar | Races | 1ste | 2de | 3de | 4de | 5de | Rang | Ptn |
| ---- | ----- | ---- | --- | --- | --- | --- | ---- | --- |
| 1987 | 7     | -    | -   | -   | -   | -   | 28   | 7   |
| 1989 | 2     | -    | -   | -   | -   | -   | -    | -   |
| 1990 | 16    | -    | -   | -   | -   | -   | 13   | 36  |
| 1991 | 17    | -    | -   | -   | -   | -   | 13   | 42  |
| 1992 | 16    | 1    | 1   | 1   | 1   | 2   | 5    | 108 |
| 1993 | 16    | -    | 1   | 1   | 2   | 1   | 9    | 86  |
| 1994 | 16    | 1    | -   | -   | 1   | -   | 12   | 55  |
| 1995 | 3     | -    | -   | -   | -   | -   | 32   | 1   |
| 1996 | 4     | -    | -   | -   | -   | -   | 25   | 5   |

IndyCar Series resultaten (aantal gereden races, aantal maal in de top 5 van een race, eindpositie kampioenschap en punten)
| Jaar    | Races | 1ste | 2de | 3de | 4de | 5de | Rang | Ptn |
| ------- | ----- | ---- | --- | --- | --- | --- | ---- | --- |
| 1996/97 | 8     | -    | 2   | 2   | 1   | -   | 5    | 226 |
| 1998    | 11    | -    | 1   | 1   | 2   | -   | 7    | 244 |
| 1999    | 10    | 2    | 1   | -   | -   | -   | 9    | 217 |
| 2000    | 9     | 1    | 2   | -   | 1   | 1   | 2    | 272 |
| 2001    | 1     | -    | -   | -   | -   | -   | 47   | 1   |

#### Indianapolis 500
| Jaar | Chassis     | Motor          | Start | Finish | Team                      |
| ---- | ----------- | -------------- | ----- | ------ | ------------------------- |
| 1990 | Lola T89/00 | Judd AV        | 21    | 10     | O'Donnell/Shierson Racing |
| 1991 | Lola T91/00 | Judd AV        | 12    | 27     | O'Donnell Racing          |
| 1992 | Lola T92/00 | Chevrolet 265A | 33    | 2      | Walker Racing             |
| 1993 | Lola T93/00 | Ford           | 4     | 7      | Walker Racing             |
| 1994 | Lola T94/00 | Ford           | 33    | 30     | King Racing               |
| 1995 | Reynard     | Honda HRH      | 3     | 14     | Tasman Motorsports        |
| 1997 | G-Force     | Oldsmobile     | 5     | 2      | Treadway Racing           |
| 1998 | G-Force     | Oldsmobile     | 10    | 24     | Panther Racing            |
| 1999 | G-Force     | Oldsmobile     | 9     | 27     | Panther Racing            |
| 2000 | G-Force     | Oldsmobile     | 13    | 9      | Panther Racing            |
| 2001 | Dallara     | Infiniti       | 16    | 32     | Team Cheever              |